# Johann Zeitler
Johann „Hans“ Zeitler, Spitzname „Jumbo“ (* 30. April 1927 in Bindlach; † 1. März 2018 ebenda) war ein deutscher Fußballspieler, der als Aktiver der deutschen Fußballnationalmannschaft der Amateure an den Olympischen Sommerspielen 1952 in Helsinki und Olympischen Sommerspielen 1956 in Melbourne teilgenommen hat.

## Karriere

### Vereine
Der nur 1,66 m kleine Mittelstürmer (der wohl genau deshalb auch „Jumbo“ gerufen wurde) spielte zu seiner aktiven Zeit für den VfB Bayreuth und die SpVgg Bayreuth. In der Runde 1951/52 gelang ihm mit dem VfB der Aufstieg in die Bayernliga, wo er sich dann auch 1952/53 mit dem Aufsteiger behaupten konnte. Ab der Saison 1953/54 bis 1957/58 spielte der kompakte und schnelle Torschütze dann mit seinem Verein in der Amateurliga Nordbayern. Mit 26 Treffern wurde Zeitler 1954 Torschützenkönig in Nordbayern. Zwei Jahre später, 1956, konnte der durchschlagskräftige Mittelstürmer die Meisterschaft feiern, zum Aufstieg reichte es aber nicht. Dies erlebte er aber nach seinem Wechsel zum Stadtrivalen SpVgg Bayreuth in der Saison 1958/59. Mit dem Routinier Zeitler gelang der Spielvereinigung der Aufstieg in die 2. Liga Süd. Im ersten Jahr in der 2. Liga, 1959/60, war der 32-jährige Stürmer noch aktiv.

### Auswahl-/Nationalmannschaft
Mit der Verbandsauswahl von Bayern gewann der Mittelstürmer Hans Zeitler viermal in Folge in den Jahren 1952 bis 1955 den Amateur-Länderpokal. Für die Bayern-Auswahl bestritt er 30 Spiele.
Als Bundestrainer Sepp Herberger im Jahre 1952 für die Olympischen Sommerspiele in Helsinki eine Amateurnationalmannschaft zusammenstellte, gehörte der Stürmer vom VfB Bayreuth von Beginn an zu seinen Leistungsträgern. Er bestritt im Jahre 1952 sechs von sieben Länderspielen. Dabei waren auch die Einsätze bei Olympia 1952 gegen Brasilien, Jugoslawien und Schweden. In den Jahren 1953 bis 1955 folgten noch vier weitere Spiele. Sein elftes und letztes Länderspiel für die DFB-Amateure bestritt er am 24. November 1956 in Melbourne bei den Olympischen Spielen 1956 gegen den späteren Olympiasieger Sowjetunion. Das deutsche Team schied nach dem 1:2-Endergebnis bereits nach dem ersten Spiel aus dem Turnier aus. Zeitler bestritt von 1952 bis 1956 elf Amateurländerspiele und schoss dabei sieben Tore.
Bundestrainer Sepp Herberger unterzog den vorgesehenen Angriff der neuen Amateurnationalmannschaft im Länderspiel am 20. April 1952 in Luxemburg einem internationalen Test. Bis auf den verletzten Rechtsaußen Matthias Mauritz spielte der Angriff der DFB-Amateure bei dem 3:0-Erfolg: Georg Stollenwerk, Zeitler, Willi Schröder und Kurt Ehrmann. Am 14. Mai 1952 debütierte dieser Angriff dann beim ersten Länderspiel der Amateure beim 2:1-Sieg in Düsseldorf gegen Großbritannien mit zwei Treffern des Mannes aus Bayreuth. Da er nur in einem drittklassigen Verein spielte, folgten keine weiteren Einsätze in der A-Nationalmannschaft.

## Sonstiges
Ein Grund für den umworbenen Stürmer in Bayreuth unter Amateurbedingungen zu spielen und nicht in die Oberliga als Vertragsspieler zu wechseln, war nicht zuletzt seine Stellung als Vermessungstechniker bei den städtischen Elektrizitätswerken.
Als A-Jugendtrainer führte Hans Zeitler die Mannschaft des 1. FC Bayreuth im Jahre 1967 mit einem 5:2-Erfolg gegen FV 04 Würzburg zum Gewinn des Bayern-Titels.